# 活動基準原価計算
活動基準原価計算（かつどうきじゅんげんかけいさん、Activity Based Costing）とは、原価計算・管理会計において製造間接費を管理する方法である。英語の頭文字を取ってABCとも呼ばれる。後により包括的な活動基準経営管理(ABM)に拡張された。

## 成立の経緯
ハーバード・ビジネス・スクール教授のロバート・S・キャプランが1980年代に提唱した。製造業において、間接費は、原価全体の費用から見れば微々たるものであった。そのため、伝統的な原価計算では、原材料費や人件費などの直接費の管理に重点が置かれていた。しかし、業種が多様化するにつれ、間接費が無視できない金額になる業種が増えてきた。また、製造業においても、事業規模の拡大により、原価の費目構成がかつてとは大きく変わってきた。つまり、直接費の把握に重点を置く伝統的な原価計算では、莫大な間接費の管理に対応することができなくなってきたのである。そこで、膨らみ続ける間接費を多面的に管理し、その無駄を見つけ、減らすことで、大きくは原価全体を管理するために生まれた手法が活動基準原価計算である。

## 従来の計算の問題点
伝統的な製造間接費の配賦方法では、部門費を製造部門と補助部門に分け、補助部門の間接費を製造部門に振り分け、製造部門は製品作りの作業時間などでこれを製品に配賦していた。しかし、この方法では、大量生産の原価が高く、少量生産の原価が安く見積られることになり、不合理であった。そこで、製造間接費をまずコストプールと呼ばれる活動に割り当て、コストプールに集計された原価を製品に割り当てることにする。こうすることで、原価の違いがはっきり見えることになる。

## 目的・対象
費用を伴う特定の活動が複数ある場合、この活動に対する費用対効果を定量化し、これを分析することでより効率的な費用運用を図ることを目的としている。対象は間接費の管理、ひいては原価の管理であったが、その応用は、在庫管理・売上げ管理をはじめとし、多岐にわたる。

## 活動基準管理（ABM）
活動基準管理 (activity based management) とは、ABMとも呼ばれ、活動基準原価計算に基づいて活動ごとに把握された原価情報などを活用し、コストの視点から活動の管理を図る経営管理手法である。活動の分析を通じて、プロセスのムダである非付加価値活動が明らかにされるので、コストを正確に把握する方法として、企業組織のリエンジニアリングを進める際に役立つ方法とされている。仕事の効率性に関する業務改善の指標であり、さまざまな業界で広く採用されている。

## ABC分析とABC
「ABC分析」と「活動基準原価計算(Activity Based Costing, ABC)」は、しばしば混同されることがあるが、全く異なるものである。
「ABC分析」のABCは3段階の格付けの意味であり、複数の事物や現象について現れる頻度および価格によってA群・B群・C群のように分類をし、管理効率を高めようとする分析手法であって、原価計算手法ではない。後者は、本項に示すとおり、原価計算の手法である、Activity Based Costing の略語である。

## 問題点
過去の実績を元にした分析であるので、現在のコスト分析には有効である。しかし、そこから効率的な改善や戦略を生み出すためには、さらなる分析や検討が必要である。
また、理論的に優れた原価計算手法とされることが多いが、実際の企業の導入率は低い。その主な要因としては、導入コストや運用コストの高さなどが考えられている。